# Gwladus Ddu
Gwladus Ddu („Gwladus die Dunkle“), mit vollem Namen Gwladus ferch Llywelyn (Gwladus, Tochter des Llywelyn) (* um 1195 in Gwynedd, Wales; † 1251 in Windsor (Berkshire)) war eine walisische Prinzessin keltischer Herkunft, deren Leben durch den Aufstieg ihres Vaters Llywelyn ab Iorwerth, Fürst von Gwynedd, zum mächtigsten Fürsten von Wales, durch dessen Bemühungen, mit Waffen oder mit Diplomatie die Expansion des englischen Einflusses in Wales zu verhindern, sowie durch ihre politischen Ehen mit potentiellen Feinden – ihres Vaters und der walisischen Unabhängigkeit – gekennzeichnet war. Zu ihren Nachkommen zählen nicht nur große Teile des Adels und der Gentry in Großbritannien, sondern auch fast alle Europäischen Dynastien der Neuzeit.

## Herkunft
Gwladus Ddu war eine Prinzessin aus der sogenannten Aberffraw Dynastie der historischen Fürsten – ursprünglich Könige – von Gwynedd im Nordwesten von Wales.

Die mittelalterlichen Königreiche von Wales innerhalb der aktuellen Grenzen des Landes Wales das jedoch nicht alle Territorien des historischen Wales umfasst.

Ihr Vater war Llywelyn ab Iorwerth (* um 1173; † 11. April 1240), der sich um 1200 als Fürst (König) von ganz Gwynedd (im Nordwesten von Wales) durchsetzte und dem es gelang, seinen Herrschaftsbereich so zu erweitern, dass er um 1216 der einflussreichste Herrscher in Wales war. Er trug dann den Titel „Fürst von Wales, Gwynedd und Powys Wenwynwyn, Fürst von Aberffraw und Lord of Snowdon.“ Er ging als Llywelyn Fawr (Llywelyn der Große) in die Geschichte ein.

Das Wappen des königlichen Hauses von Gwynedd, die der Tradition nach zuerst vom Vater Llywelyns, Iorwerth Drwyndwn verwendet wurden.

Die Familie ihres Vaters war keltischen Ursprungs. Sie stammten männlicher Linie von Rhodri dem Großen ab, der von 844 bis 878 König von Gwynedd und durch Erbschaft und Eroberung König von fast von ganz Wales geworden war.

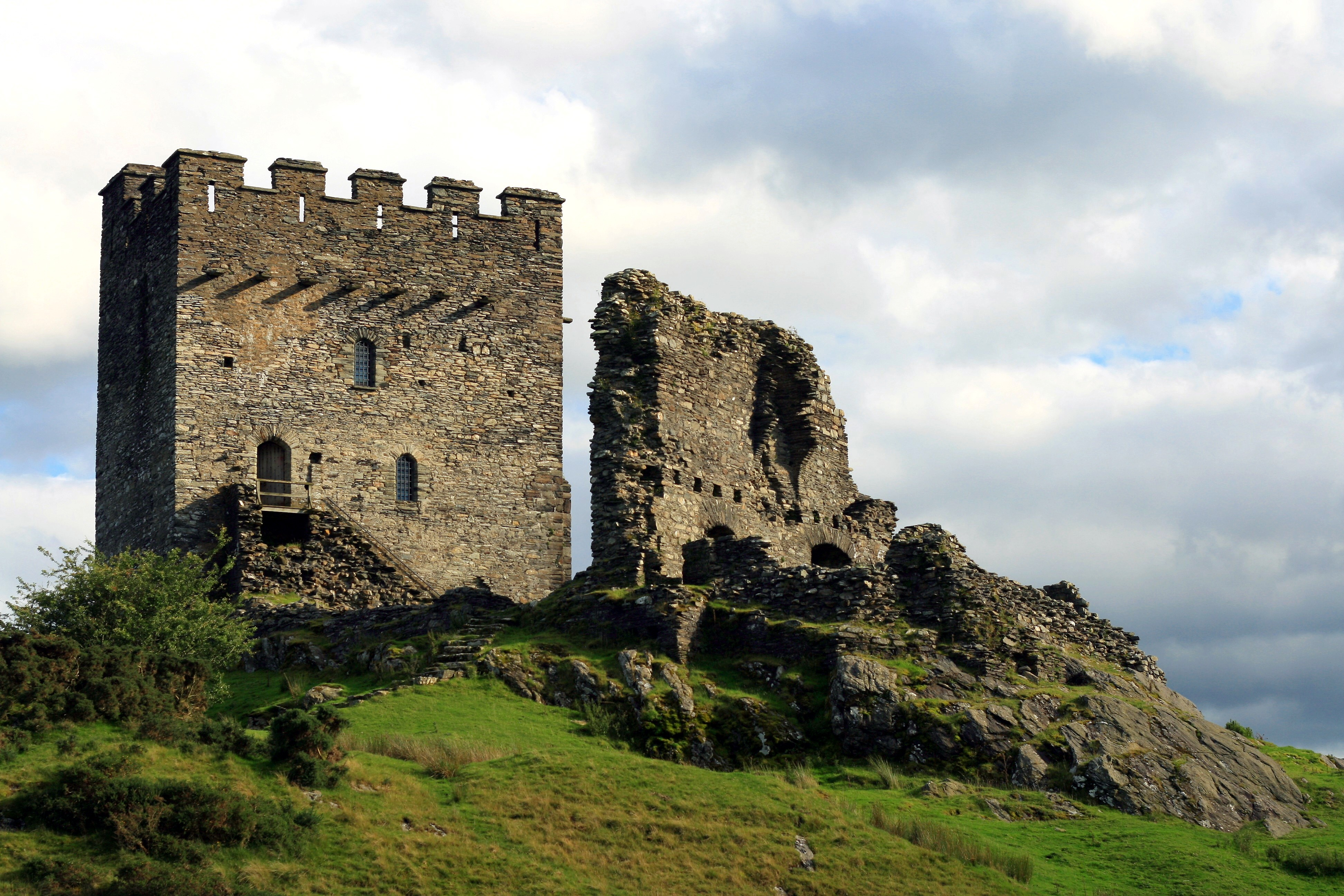
Dolwyddelan Castle wurde von Llywelyn errichtet; das benachbarte alte Schloss Tomen Castell könnte sein Geburtsort gewesen sein.

Über die Herkunft ihrer Mutter gibt es abweichende Überlieferungen und Ansichten. Nach manchen Quellen war sie die legitime Tochter von Llwelyn aus dessen 1205 geschlossenen Ehe mit Johanna von Wales (* um 1191; † 2. Februar 1237), die eine außereheliche Tochter von König Johann von England war und den Titel „Prinzessin von Wales und Herrin von Snowdonia“ trug. Ein möglicher Hinweis darauf, dass ihre Mutter Johanna von Wales war, wird darin gesehen, dass diese angeblich ihre persönlichen Ländereien an Gwladus Ddu vererbte. Nach anderen war sie eine außereheliche Tochter von Fürst Llwelyn aus seiner Beziehung mit Tangwystl Goch (* um 1168; † v. 1205), einer Tochter von Llywarch „Goch“ von Rhos. Nach Charles Cawley stammt sie hingegen aus der Beziehung ihres Vaters mit einer namentlich unbekannten Frau.

## Leben
Über die Jugend von Gwladus Ddu sind kaum Details bekannt. Ihr Leben war wesentlich durch ihre Herkunft aus einem der keltischen Fürstenhäuser von Wales, durch die Politik ihres Vaters und durch die damalige politische Situation ihrer Heimat geprägt.
Wales ist Teil des „Celtic fringe“ (keltischen Randes) Europas und zählt zu den sechs keltischen Nationen die bis heute sprachlich und kulturell ihr keltisches Erbe bewahrt haben. Das historische Wales, das aus einer Mehrzahl von Kleinkönigtümern bestand, hatte die Invasion der Angelsachsen unbeschädigt überstanden und leistete jahrhundertelang auch gegen das Vordringen der englischen Könige und der grenznahen Barone normannischer Herkunft erfolgreich Widerstand.
Wie sehr die Idee des Widerstandes bis heute lebendig ist, zeigen die Devisen des modernen Wales: „Cymru am byth“ (Wales für immer) bzw. „Y Ddraig Goch ddyry cychwyn“ (Der rote Drache rückt vor).
Gwladus Ddu lebte in bewegten Zeiten: sie erlebte den erfolgreichen Kampf ihres Vaters um die Vormachtstellung unter den walisischen Kleinfürstentümern ebenso mit, wie dessen Bemühungen, sich dem Hegemoniestreben der Könige von England und dem Vordringen der im Grenzbereich begüterten englischen Barone auf walisisches Gebiet zu widersetzen. Sie selbst wurde zum Spielball der väterlichen Politik, da ihre Ehen zur Sicherung von Allianzen mit mächtigen Grenzbaronen dienten.

### Subjekt der väterlichen Politik

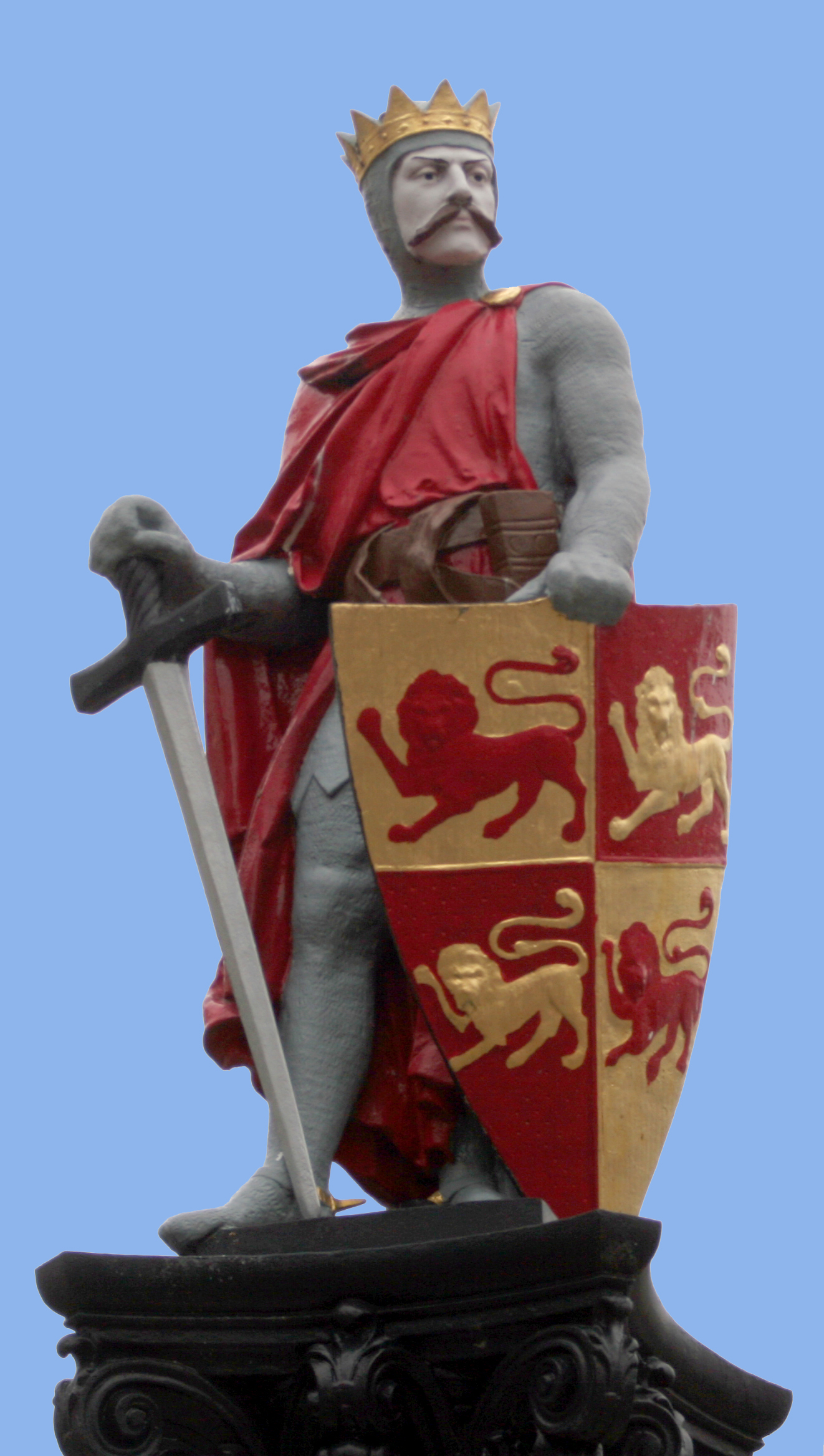
Statue von Llywelyn Fawr in Conwy, Nordwales

Ihr Vater Fürst Llywelyn der Große verdankte seinen Aufstieg zum mächtigsten Fürsten von Wales einer schlagkräftigen Armee, vor allem aber einer geschickten Diplomatie, die sich auf wechselnde Bündnisse mit potentiellen Gegnern stützte.
Die größte äußere Bedrohung waren die Könige von England, die jahrhundertelang darum kämpften, Wales zu kontrollieren. Llywelyn gelang es jedoch, diese Gefahr zumindest temporär dadurch zu neutralisieren, dass er mit König Johann Ohneland freundschaftliche Beziehungen knüpfte und ihn 1205 zu seinem Schwiegervater machte, indem er dessen illegitime Tochter Johanna heiratete. Für diejenigen, die Gwladus Ddu als Tochter der Johanna von Wales sehen, wäre deren Geburt ein Produkt der väterlichen Diplomatie.
Die Freundschaft verwandelte sich jedoch in Feindschaft, als König Johann zur Niederschlagung eines Aufstandes 1211 in Wales einmarschierte, Llywelyn besiegte und in einem Friedensvertrag zwang, ihn bei Kinderlosigkeit seiner Ehe zum Erben einzusetzen. Die Revanche kam 1215, als es Fürst Llywelyn gelang, Shrewsbury zu erobern, was wesentlich dazu beitrug, dass König Johann sich bereit fand, kurz darauf die berühmte Magna Carta zu unterschreiben.
Die englischen Lords – meist normannischer Herkunft – in den benachbarten Grenzgebieten, die sogenannten „Marcher Lords“, stellten die andere äußere Bedrohung für die walisische Unabhängigkeit dar, da sie bestrebt waren, walisische Gebiete durch Eroberung oder Belehnung der englischen Könige unter ihre Kontrolle zu bringen. Durch den Willen ihres Vaters diente das Leben von Gwladus Ddu primär dazu, diese Gefahr zu vermeiden.

### Heiratspolitik
Ihr Vater Fürst Llywelyn der Große hatte nach Charles Cawley nicht nur drei eheliche, sondern auch sechs außereheliche Kinder, die zur Absicherung strategischer Allianzen einsetzbar waren. Das Leben von Gwladus Ddu war daher entscheidend durch die Taktik ihres Vaters geprägt, strategische Bündnisse durch Familienverbindungen abzusichern. Ihre Aufgabe war es, die Grenzen von Wales durch die Ehe mit potentiell gefährlichen Lords der englischen Grenzmarken abzusichern. Ihr Vater verheiratete sie daher nacheinander mit zwei der mächtigen Lords der benachbarten Marken.
Ihr erster Ehemann war (1215/16) Reginald de Braose († 1228), der neben englischen Herrschaften auch die walisischen Territorien Brecon, Abergavenny und Builth kontrollierte.
Dessen Familie war normannischer Herkunft mit dem Stammsitz Briouze. Bereits dessen Vater, William de Braose, 4. Lord of Bramber († 1211) hatte in Wales bedeutende Territorien – u. a. Gower, Abergavenny, Brecknockshire, Builth u. Radnorshire – kontrolliert, sie aber ab 1207 durch eine Rebellion gegen König Johann verloren. Llywelyn hatte während des dadurch entstandenen Machtvakuums ab 1208 das südliche Powys und das nördliche Cerdigion erobert.
Durch ihre Ehe wurde Gwladus Ddu in den Krieg der Barone gegen Johann König von England (1199–1216) hineingezogen, da Reginald ab 1213 den Kampf seines Vaters gegen den König fortsetzte und erst im Mai 1216 zu einem Ausgleich mit dem König kam. Als Rebell war er deshalb von der Unterzeichnung der Magna Carta durch König Johann ausgeschlossen, hingegen findet sich sein Schwiegervater Llywelyn ab Iorwerth unter den Unterzeichnern dieses historischen Dokuments.

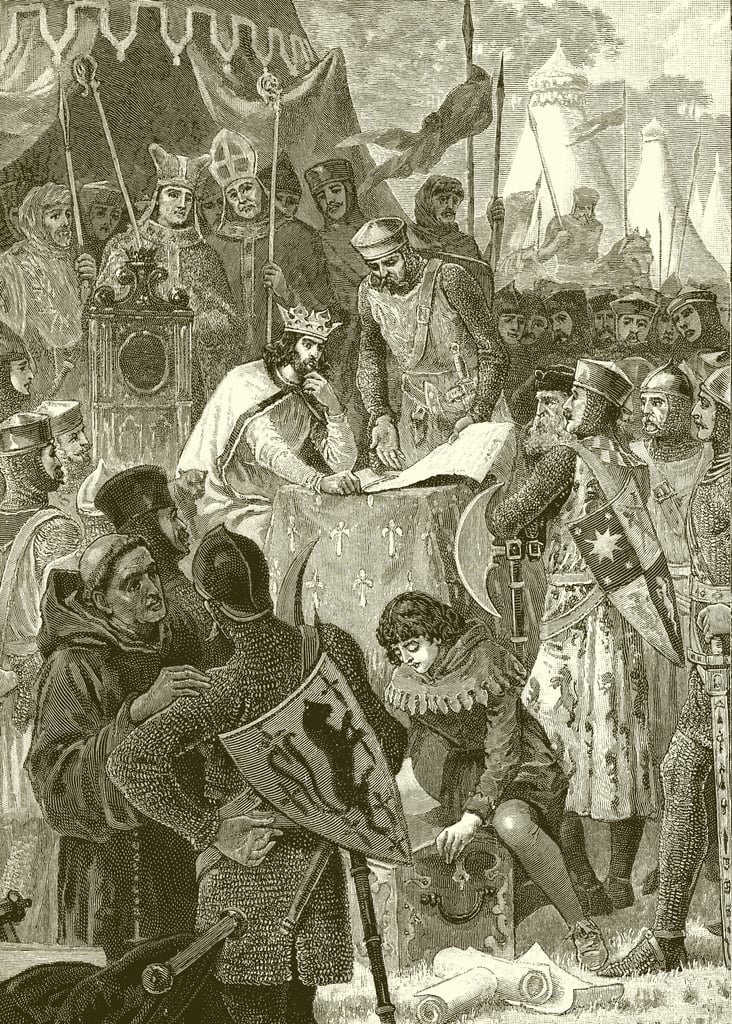
Unterzeichnung der Magna Carta, Illustration in Cassell's History of England(1902)

Nach ihrer Eheschließung im Jahre 1215 bemühte sich ihr Vater Llywelyn, Reginald in seinem Kampf gegen König Johann auf seine Seite zu ziehen, indem er ihn mit umfangreichen Lehen in Wales ausstattete. Gwladus Ddu kehrte dadurch in ihre Heimat Wales zurück. 1217/18 söhnte sich Reginald mit dem Nachfolger Johanns, Heinrich III. aus, der ihm diesmal seine Besitzungen als englische Lehen bestätigte. Dies wurde von Fürst Llywelyn – und wohl auch von Gwladus Ddu – als offener Bruch des bestehenden durch die Ehe besiegelten Bündnisses gegen England betrachtet, wodurch es in der Folge zu wiederholten kriegerischen Auseinandersetzungen zwischen Reginald und seinem Schwiegervater kam. Reginald konnte sich letztlich nur dank der militärischen Unterstützung durch Heinrich III. in seinen walisischen Territorien halten. Gwladus Ddu war als Tochter bzw. Ehefrau der beiden Gegner durch diese Kämpfe wohl zerrissen zwischen der Identifizierung mit den Interessen ihres Ehemannes und der Solidarität mit ihrem Vater und der Erhaltung der Unabhängigkeit und Kultur der bedrängten keltischen Fürstentümer in Wales. Diese Spannung löste sich erst mit dem Tod ihres Ehemanns 1228.
Seit kurzem verwitwet, reiste Gwladus Ddu vermutlich im Jahr 1229 nach England, da König Heinrich III. am 5. September 1229 einen Geleitbrief für ihren Bruder Dafydd ap Llywelyn ausstellte, damit dieser in Begleitung seiner Schwester nach England reisen konnte, um ihm zu huldigen.
Laut den Annalen von Worcester wurde Gwladus Ddu im Jahr darauf in zweiter Ehe mit einem anderen Marcher Lord, Ralph de Mortimer of Wigmore vermählt. Auch dessen Familie war normannischer Herkunft und trug den Namen von Mortemer-sur-Eaulne (heute Mortemer im Département Seine-Maritime in der Region Normandie). Dessen Vorfahre, Ralph I. de Mortimer († c. 1104), war Herr von St-Victor-en-Caux (heute Saint-Victor-l´Abbaye), aber auch bereits ein Baron in den walisischen Marken und Lord of Wigmore in Herefordshire (England). Als Mitgift brachte Gwladus Ddu – laut einer Urkunde über die Gründung des Klosters Wigmore Abbey – ihrem zweiten Ehemann die Herrschaften Kery und Kedewyn ein. Auch ihr zweiter Ehemann kontrollierte Territorien in Wales und ließ um 1240 die Burgen Cefnllys Castle und Knucklas Castle (beides in Powys, Zentralwales) erbauen, wo sich wohl auch seine Ehefrau gelegentlich aufgehalten haben dürfte. Beide wurden von den Walisern 1262 zerstört.
Ralph de Mortimer starb 1246, Gwladus Ddu überlebte daher auch ihren zweiten Ehemann.

### Legitimität und Thronfolge
Gegen Ende ihres Lebens erlebte Gwladis Ddu einen internen Familienstreit um die Nachfolge ihres Vaters, als dieser im April 1240 – nach nahezu vierzigjähriger Herrschaft – verstarb. Es ging dabei primär um politische Erwägungen aber auch um die Frage der Legitimität, die Gwaldus Ddu wegen der eigenen Geburt auch persönlich betroffen haben könnte. Der natürliche Kandidat nach walisischem Recht war der erstgeborene Sohn des Fürsten, Gruffydd ap Llywelyn Fawr, der allerdings aus dessen außerehelicher Beziehung mit Tangwystl Goch stammte.
Llywelyn Fawr hatte aber noch einen anderen Sohn, der für die Nachfolge in Frage kam: Dafydd ap Llywelyn, der zwar ein jüngerer, dafür der einzig legitime Sohn des Fürsten war. Er bevorzugte seinen legitimen Sohn, da er (irrtümlich) meinte, dass dieser – als Cousin des Königs von England – erheblich größere Chancen haben würde, die Unabhängigkeit seines Fürstentums gegen die expansiven Bestrebungen Englands bzw. der Barone der benachbarten englischen Marken zu wahren. Der Nachfolgestreit endete damit, dass sich Dafydd ap Llywelyn – trotz weitgehender Ablehnung des „Halb-Engländers“ durch die walisische Bevölkerung – durchsetzte und von 1240 bis 1246 auf seinen Vater folgte. Seinen älteren Bruder Gruffydd ap Llywelyn Fawr nahm er gefangen, musste ihn aber an König Heinrich III. von England ausliefern, der ihn als Geisel im Tower in London inhaftierte, wo er 1244 verstarb.
Gwladus Ddu selbst verstarb, wie die wichtigste Primärquelle zur Geschichte von Wales, „Brut y Tywysogion“ (Chronik der Fürsten) erwähnt, im Jahre 1251 in Windsor  in Berkshire.

## Ehen und Nachkommen

### Ehen
- Gwladus Ddu heiratete in erster Ehe 1215/1216 als dessen zweite Ehefrau Reginald de Braose, Lord of Brecon und Abergavenny. Diese Ehe blieb kinderlos.
- Gwladus Ddu heiratete in zweiter Ehe um 1230 Ralph de Mortimer of Wigmore († 6. August 1246, begraben in Wigmore Abbey)

### Kinder
Aus dieser Ehe stammen folgende Kinder
- Roger Mortimer (* 1231, † 26. Oktober 1282) ⚭ 1247 Maud de Braose, Tochter von William de Braose, 7. Baron of Bramber
- Hugh de Mortimer
- John de Mortimer
- Peter de Mortimer

### Weitere Nachkommen
Gwladus Ddu hinterließ eine zahlreiche Nachkommenschaft:
In England fallen darunter u. a. die Könige Edward IV. Plantagenet (1461–1470 u. 1471–1483), Heinrich VIII. Tudor (1485–1509) – und drei seiner sechs Ehefrauen Anne Boleyn (* 1501/1507, † 1536), Jane Seymour (* c. 1509, † 1537) und Catherine Howard (* 1521/25, † 1542) und damit auch Königin Elisabeth I. Tudor (1558–1603).
In Schottland zählten dazu u. a. König James II. Stuart (1437–1460) und dessen Nachkommen, darunter Maria Stuart (1542–1567) und das aktuelle britische Königshaus.
Über Elizabeth de la Pole(† 3. April 1440), eine Tochter von Michael de la Pole, 2. Earl of Suffolk (* v. 1367, † 1415), stammen auch Anna Jagiellonka (* 1503, † 1547), die Erbin der Königreiche Böhmen  und Ungarn und Gemahlin von Ferdinand I.  (Römischer Kaiser, Erzherzog von Österreich etc.) – und damit praktisch alle europäischen Herrscherhäuser – von Gwladus Ddu und ihren keltischen Vorfahren ab.